# British Columbia Highway 3B
Der Highway 3B in der kanadischen Provinz British Columbia bildet eine alternative Streckenführung zum Highway 3, dem so genannten Crowsnest Highway. Durch diese Route werden die Gemeinden südlich von Castlegar erschlossen. Der Highway hat eine Länge von 68 km.

## Streckenverlauf
Der Highway 3B zweigt ca. 25 km westlich von Castlegar vom Crowsnest Highway in südöstlicher Richtung ab. Er führt nach Rossland, wo Highway 22 von Süden kommend auf den Highway 3B trifft. Über den Highway 22 besteht eine Grenzübertrittsmöglichkeit in die Vereinigten Staaten. Der Highway 3B verläuft in gemeinsamer Streckenführung mit dem Highway 22 nach Osten in die Stadt Trail. Dort zweigt der Highway 22 nach Norden Richtung Castlegar ab. Der Highway 3B führt weiter nach Osten durch die Gemeinde Montrose. Dort zweigt der  Highway 22A nach Süden hin ab. Der Highway 3B schwenkt nach Nordost, durchquert die Gemeinde Fruitvale und trifft dann wieder auf den Highway 3.